# António Patrício

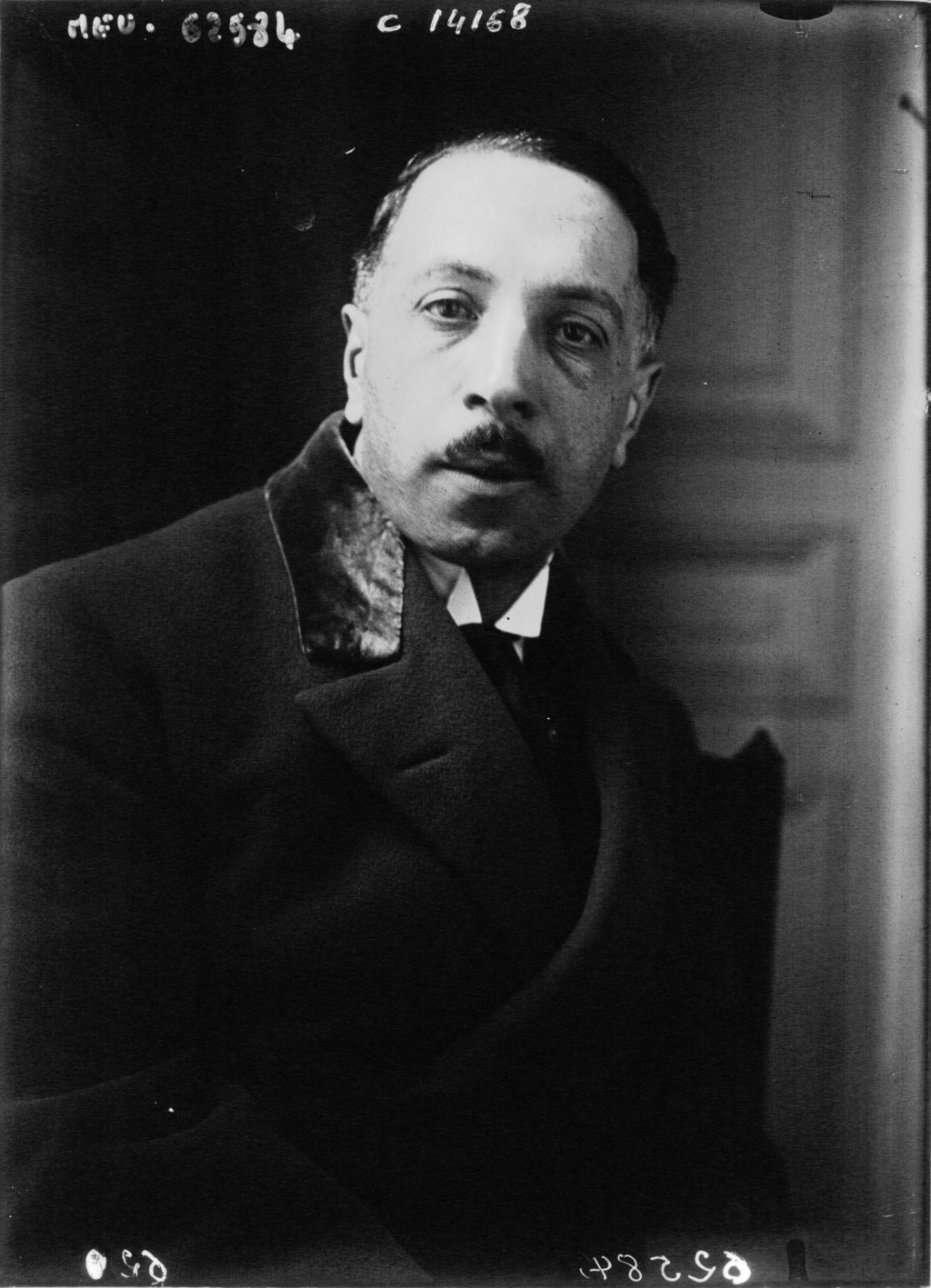
António Patrício, 1917

António Patrício (* 7. März 1878 in Porto, Portugal; † 4. Juni 1930 in Macau, damals Portugiesisch-China, heute Volksrepublik China) war ein portugiesischer Dramatiker, Schriftsteller und Diplomat. Er wird allgemein als der bedeutendste portugiesische Dramatiker des Symbolismus gesehen.

## Leben
Der in Porto geborene Patricio besuchte in seiner Heimatstadt zunächst Kurse für Mathematik an der dortigen Hochschule, wechselte an die Escola Naval (die Marineschule) in Lissabon, um zum Schluss Medizin in Porto zu studieren. 1908 Examen und
Promotion als Mediziner, fortan jedoch tätig als Diplomat. So war er Konsul und Attaché in diversen Städten der Welt, etwa in Caracas, Kanton, Bremen, London, Istanbul, Manaus, Athen, La Coruña. In Macau starb er an den Folgen eines Herzleidens.
Als Schriftsteller und Dramatiker war er dem Symbolismus und der Dekadenzliteratur verpflichtet. Er hat auch lyrische und erzählische Literatur hinterlassen. Für diverse bekannte Zeitschriften seiner Zeit, so für A Aguia, schrieb er auch. Sein Hauptbetätigungsfeld war jedoch das Theater; seine Stücke wurden in Portugal in seiner Zeit sehr viel gespielt und machten ihn zu einem der führenden Dramatiker seines Landes seiner Zeit. Das Thema Tod war eines der sein Werk stetig wie ein roter Faden durchziehendes Thema.

## Werk (Auswahl)
- Oceano, Gedichte, 1905.
- O Fim, Theaterstück, 1909.
- Serão Inquieto, Erzählungen, 1910.
- Pedro, o cru, Theaterstück, 1913.
- Dinis e Isabel, Theaterstück, 1919.
- Dom João e a Máscara, Theaterstück, 1924.
- Poesias, Gedichte, 1942 (posthum).
- Poesias completas, 1980 (das komplette poetische Werk), posthum.